# اوج بیگ

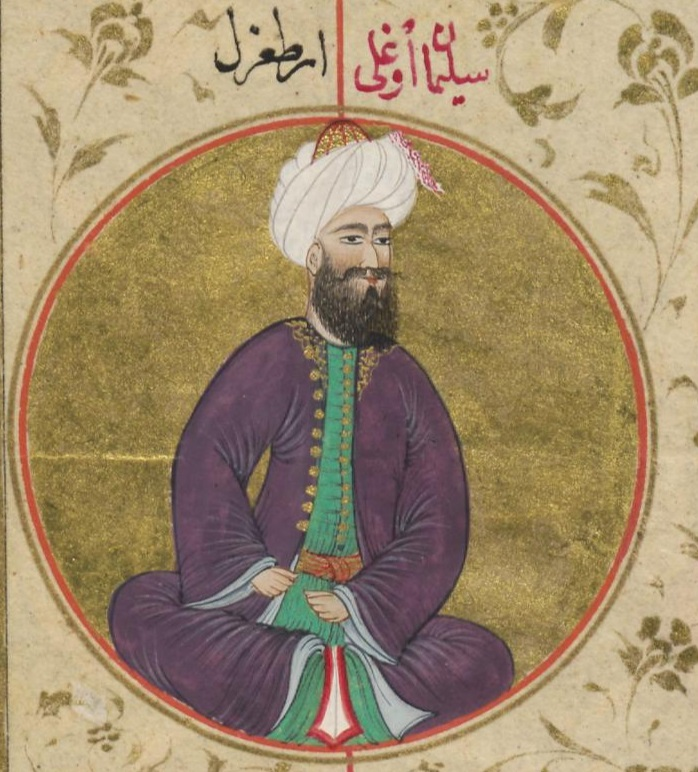
ارطغرل غازی، اوج بیگِ سلجوقیان روم

اوج بیگ یا اوچ بیگ (به ترکی عثمانی: اوج بگ، لاتین‌نویسی: uc beğ) عنوانی بود که در زمان سلطنت سلجوقیان روم و ظهور امپراتوری عثمانی به سرداران جنگاور نیمه‌خودمختار داده می‌شد. آنها به عنوان رهبران گروه‌های جنگجوی آکینجی، در فتوحات و نبردها علیه امپراتوری بیزانس و سایر دولت‌های مسیحی بالکان نقش اصلی را داشتند.
این اصطلاح مشابه مرزبان در فارسی یا مارگراف اروپای غربی است. اوج بیگ‌ها را غازی خطاب می‌کردند و معمولاً درویش بودند. پس از آنکه میخائیل هشتم اعزام نیرو و کمک‌های زمینی را حذف کرد، بسیاری از نظامیان بیزانس به خدمت امپراتوری عثمانی درآمدند.
اولین اوج بیگ روم‌ایلی، شاهین پاشا بود که ادرنه، استارا زاگورا، و پلوودیف را فتح کرد و بعدها بیگلربیگی ایالت روملی شد. پاشا یگیت‌بیگ، اوج بیگ اسکوپیه برای سرزمین‌های صربستان و یونان بود و به سوی بوسنی و موره پیشروی می‌کرد.